# Lena (Wisconsin)
Lena és una població dels Estats Units a l'estat de Wisconsin. Segons el cens del 2000 tenia 769 habitants.

## Demografia
Segons el cens del 2000, Lena tenia 510 habitants, 216 habitatges, i 139 famílies. La densitat de població era de 223,8 habitants per km².
Dels 216 habitatges en un 31% hi vivien nens de menys de 18 anys, en un 44,4% hi vivien parelles casades, en un 12,5% dones solteres, i en un 35,2% no eren unitats familiars. En el 27,3% dels habitatges hi vivien persones soles el 10,2% de les quals corresponia a persones de 65 anys o més que vivien soles. El nombre mitjà de persones vivint en cada habitatge era de 2,36 i el nombre mitjà de persones que vivien en cada família era de 2,86.
Per edats la població es repartia de la següent manera: un 26,1% tenia menys de 18 anys, un 8,8% entre 18 i 24, un 30% entre 25 i 44, un 18,4% de 45 a 60 i un 16,7% 65 anys o més.
L'edat mediana era de 35 anys. Per cada 100 dones de 18 o més anys hi havia 104,9 homes.
La renda mediana per habitatge era de 30.000 $ i la renda mediana per família de 34.750 $. Els homes tenien una renda mediana de 28.750 $ mentre que les dones 21.591 $. La renda per capita de la població era de 19.262 $. Aproximadament l'11,7% de les famílies i el 13,7% de la població estaven per davall del llindar de pobresa.

## Poblacions més properes
El següent diagrama mostra les poblacions més properes.